# USS Texas (BB-35)
La USS Texas (BB-35) è una corazzata della United States Navy, la seconda a portare il nome dell'omonimo Stato, seconda delle due navi classe New York. Costruita presso i cantieri navali Newport News Shipbuilding la nave è stata varata il 18 maggio 1912 ed è entrata in servizio il 12 marzo 1914. Poco dopo la sua entrata in servizio partecipò all'Incidente di Tampico. Nel 1916 la USS Texas divenne la prima corazzata statunitense a ricevere un sistema di armamento antiaereo. Durante la prima guerra mondiale effettuò alcune missioni nel Mare del Nord. Quando gli Stati Uniti entrarono ufficialmente nella seconda guerra mondiale nel 1941, la Texas effettuò delle missioni di scorta per convogli militari lungo l'Atlantico. Successivamente venne impiegata contro le potenze dell'Asse nella campagna del Nord Africa e nello sbarco in Normandia prima di essere trasferita nel teatro del Pacifico nel tardo 1944, dove effettuò un bombardamento di supporto prima dello sbarco a Iwo Jima e Okinawa. La Texas è stata radiata nel 1948 dopo aver ottenuto un totale di cinque battle-star per i servizi resi durante la guerra. Ora è diventata una nave museo vicino a Houston in Texas.
Tra le corazzate ancora esistenti al mondo, la Texas è nota per essere l'unica dreadnought rimasta che ha partecipato alla prima guerra mondiale, anche se non la più antica a essere sopravvissuta; la Mikasa, una corazzata pre-dreadnought del 1898 della Marina imperiale giapponese, e la Victory della Royal Navy varata nel 1765, sono entrambe più vecchie. La Texas è inoltre degna di nota per essere una delle rimanenti sei navi ad aver partecipato a entrambi i conflitti mondiali.
La Texas è famosa tra le corazzate della US Navy per il suo alto numero di primati: la prima nave della US Navy a ospitare un contingente permanente di US Marines, la prima corazzata statunitense ad avere armi contraeree, la prima nave statunitense ad avere una direzione di tiro con telemetri, la prima corazzata statunitense a far decollare un velivolo (da una piattaforma sulla torretta 2), una delle prime navi a ricevere la versione CXAM-1 dei radar CXAM della US Navy, la prima nave statunitense a diventare nave museo permanente e la prima corazzata dichiarata National Historic Landmark.

## Costruzione
La Texas è stata la prima delle due corazzate classe New York autorizzate il 24 giugno 1910. La gara d'appalto per la Texas fu aperta tra il 27 settembre e il 1º dicembre e vinse l'appalto il cantiere Newport News Shipbuilding per 5 830 000 $, escludendo il prezzo dell'armatura e dell'armamento. Il contratto fu firmato il 17 dicembre e i piani furono consegnati una settimana dopo. La chiglia della Texas fu posata il 17 aprile 1911 a Newport News, Virginia. Fu varata il 18 maggio 1912, con Claudia Lyon come madrina, figlia del colonnello Cecil Lyon, un membro del comitato nazionale repubblicano del Texas. La nave fu commissionata il 12 marzo 1914 col capitano Albert W. Grant al comando.
La batteria principale della Texas consisteva in dieci cannoni 356/45 Mark 1, che potevano sparare proiettili perforanti da 635 kg a 21 km. L'armamento secondario consisteva in ventuno cannoni 127/51. Aveva anche in dotazione quattro tubi lanciasiluri da 533 mm per i siluri Bliss-Leavitt Mark 8, uno a prua e a poppa a sinistra e a dritta. Il magazzino dei siluri poteva contenere un massimo di 12 siluri più 12 mine navali da difesa. La Texas e sua sorella, la New York, erano le uniche corazzate a immagazzinare e movimentare le munizioni da 365 mm in coppe di ghisa con la spoletta all'ingiù.

## Servizio
Il 24 marzo 1914, la Texas partì Norfolk Navy Yard e fece rotta verso New York, facendo uno stop notturno a Tompkinsville, New York nella notte del 26 marzo. Dopo essere entrata nel New York Navy Yard il giorno successivo, passò tre settimane lì per l'installazione degli equipaggiamenti antincendio.
Durante la sosta a New York, il presidente Thomas Woodrow Wilson ordinò che un certo numero di navi della Atlantic Fleet fossero mandate in acque messicane in risposta alla tensione creata da alcune truppe messicane che avevano arrestato l'equipaggio di una cannoniera americana a Tampico. Il problema fu risolto localmente in modo veloce ma il retrommiraglio Henry Mayo aggravò la situazione pretendendo scuse ufficiali da parte del regime Huerta e un saluto a 21 salve alla bandiera americana.
Il presidente Wilson vide nell'incidente l'opportunità di mettere pressione su di un governo che era percepito come antidemocratico. Il 20 aprile Wilson pose la questione di fronte al congresso degli Stati Uniti e mandò l'ordine al contrammiraglio Frank Fletcher, comandante della flotta davanti alla costa messicana, di far sbarcare una forza a Veracruz e di assediare gli edifici della dogana come risposta all'"incidente di Tampico". L'azione si svolse il 21–22 aprile.
A causa della situazione, la Texas fu rimessa in acqua il 13 maggio ed entrò subito in servizio senza aver effettuato l'usuale crociera di prova e i successivi controlli. Dopo una sosta di cinque giorni a Hampton Roads dal 14 maggio, si unì alle forze di Fletcher davanti a Veracruz il 26 maggio. Rimase in acque messicane per circa due mesi, supportando le forze terrestri americane. L'8 agosto lasciò il Messico dirigendosi su Baia di Nipe a Cuba e da lì navigò fino a New York dove entrò nel Navy Yard il 21 agosto.
La nave rimase lì fino al 6 settembre quando si unì all'Atlantic Fleet per svolgere le normali operazioni di flotta. In ottobre tornò davanti alle coste messicane. Nello stesso mese le venne affidato un incarico statico a Tuxpan, fino al 4 novembre quando ripartì alla volta di Galveston nel Texas. Mentre era ancorata a Galveston, il 7 novembre il governatore del Texas Oscar Colquitt fornì il servizio d'argento della nave al capitano Grant. I 10 000 $ per comprare il servizio furono raccolti dalla Young Men's Business League di Waco, nel Texas.
La Texas partì per Tampico il 14 novembre e si spostò poi a Veracruz dove rimase per un mese. La nave lasciò nuovamente il Messico alla volta di New York il 20 dicembre. La corazzata entrò nel New York Navy Yard il 28 dicembre e rimase lì per alcune riparazioni fino al 16 febbraio 1915. Il 25 maggio la Texas, insieme alle corazzate South Carolina, Louisiana e Michigan, soccorse 230 passeggeri dalla nave passeggeri Ryndam della Holland America Line, che era stata speronata dalla bananiera norvegese Joseph J. Cuneo. Per gratitudine la Holland America Line regalò alla Texas un modello di galeone del XVII secolo, che fino al 2014 è stato visibile insieme all'argenteria. Nel 1916 la Texas divenne la prima nave da battaglia della US Navy equipaggiata con cannoni contraerei con l'aggiunta di due cannoni 76/50 sulle piattaforme sopra le gru delle scialuppe e la prima nave nell'avere il fuoco dei cannoni controllato da una direzione di tiro dotata di telemetri.

## Prima guerra mondiale
Al suo ritorno alle operazioni attive con la flotta, la Texas riprese un programma in cui alternava operazioni di addestramento davanti alle coste del New England e della Virginia con allenamenti tattici e di artiglieria invernali di flotta ai Caraibi. Questa routine durò per circa due anni fino alla crisi di febbraio-marzo 1917 dovuta alla guerra sottomarina indiscriminata che catapultò gli Stati Uniti in guerra nell'aprile 1917. Il 6 aprile la dichiarazione di guerra trovò la Texas all'ancora alla foce del fiume York col resto delle corazzate della Flotta dell'Atlantico. Rimase nella zona fino alla metà di agosto conducendo esercitazioni e addestrando gli artiglieri della Naval Armed Guard per il servizio su navi mercantili. Alcuni degli uomini addestrati in questo modo furono mandati sul piroscafo Mongolia all'inizio della guerra. Il 19 aprile l'equipaggio del Mongolia avvistò un U-boot e i serventi addestrati sulla Texas aprirono il fuoco, avvisando dell'attacco imminente e sparando i primi colpi americani della Grande Guerra.
In agosto navigò fino a New York per riparazioni, arrivando al New York Navy Yard il 19 agosto. il 26 settembre le riparazioni furono terminate e salpò per Port Jefferson lo stesso giorno. Durante la guardia di mezzo del 27 settembre si arenò su Block Island. Il capitano Victor Blue e il suo navigatore, confusi sui segnali luminosi costieri e più preoccupati per il campo minato all'ingresso dello stretto di Long Island, virarono al momento sbagliato e si arenarono fino a oltre mezza nave. Per tre giorni l'equipaggio cercò di alleggerire la nave fino all'osso. il 30 settembre i rimorchiatori vennero a prestare assistenza e finalmente riuscì a indietreggiare. I danni allo scafo obbligarono a un ritorno in bacino e gli importanti interventi preclusero la sua partenza per le isole britanniche con la Nona Divisione Corazzate (BatDiv 9) in novembre. L'armamento secondario fu ridotto a 18 pezzi da 127 nell'ottobre 1917. Il capitano Blue, un protegé del segretario della marina Josephus Daniels, non fu mai mandato alla corte marziale e rimase al comando della Texas. Il Dipartimento della marina reputò il navigatore l'unico responsabile dell'incidente.
Per dicembre le riparazioni furono terminate e la nave andò verso sud per svolgere delle esercitazioni vicino alla foce del fiume York. A metà gennaio 1918 la corazzata tornò a New York per prepararsi alla traversata dell'Atlantico che comportò lo smantellamento di ulteriori due pezzi da 127 mm. Salpò da New York il 30 gennaio 1918 e arrivò a Scapa Flow alle Orcadi l'11 febbraio ricongiungendosi alla BatDiv 9 al tempo ormai conosciuta come Sesta Squadra di Battaglia della Grand Fleet britannica.
Il servizio della Texas con la Grand Fleet consistette interamente in missioni di scorta ai convogli e occasionali rinforzi alle operazioni di blocco nel Mare del Nord quando c'era la possibilità dell'incontro con unità pesanti tedesche. La flotta si alternava tra le basi di Scapa Flow e del Firth of Forth in Scozia. La Texas iniziò la sua missione cinque giorni dopo il suo arrivo quando uscì con l'intera flotta per rinforzare la Quarta Squadra di Battaglia nel Mare del Nord. Ritornò a Scapa Flow il giorno dopo e vi rimase fino all'8 marzo quando salpò per una missione come scorta a un convoglio dalla quale tornò il 13 marzo. La Texas e i suoi compagni di divisione entrarono nel Firth of Forth il 12 aprile ma ripartirono il 17 per scortare un altro convoglio tornando alla base il 20 aprile. Quattro giorni dopo la Texas uscì di nuovo in mare per supportare la Seconda Squadra di Battaglia, il giorno dopo che la flotta tedesca d'alto mare era uscita dall'estuario del Weser diretta verso la Norvegia per attaccare un convoglio alleato. Le unità avanzate videro il nemico in ritirata il 25 aprile ma a una distanza troppo elevata perché le due flotte potessero ingaggiarsi. I tedeschi tornarono alla loro base quello stesso giorno mentre la Grand Fleet quello dopo.
La Texas e i suoi compagni di divisione passarono relativamente inattivi maggio nel Firth of Forth. Il 9 giugno si trasferirono nuovamente a Scapa Flow, arrivando il giorno seguente. Dal 30 giugno al 2 luglio la Texas e i suoi colleghi fecero da scorta a i posamine americani che si dirigevano sullo sbarramento minato del Mare del Nord. Dopo una sosta di due giorni a Scapa Flow, La Texas prese il mare con la Grand Fleet per svolgere due giorni di esercitazioni e giochi di guerra. Alla conclusione di questi allenamenti, l'8 luglio, la flotta rientrò nel Firth of Forth. Con la flotta tedesca sempre più ingabbiata nelle sue basi negli estuari del Weser e dell'Ems, le navi americane e britanniche si ritrovarono con un programma operativo che quasi non contemplava più l'incontro col nemico. Questo stato di cose durò fino all'armistizio e alla cessazione delle ostilità l'11 novembre 1918. Alle 03:35 del 21 novembre le fu comandato di accompagnare la flotta inglese all'incontro con la flotta tedesca che doveva arrendersi. Le due flotte si incontrarono nel punto stabilito a circa 40 mn a est dell'isola di May e ritornarono al Firth of Forth. In seguito il contingente americano si spostò nel porto inglese di Portland dove arrivarono il 4 dicembre.

## Tra le due guerre
Il 12 dicembre 1918 la Texas prese il mare con la BatDiv 9 e 6 per incontrare il presidente Woodrow Wilson imbarcato sulla George Washington per andare alla conferenza di pace di Parigi. L'incontro fu alle 07:30 del giorno dopo e le divisioni scortarono il presidente a Brest dove la nave arrivò alle 12:30 dello stesso pomeriggio. Nel pomeriggio del 14 dicembre le navi americane lasciarono Brest per tornare in America. Le navi arrivarono al faro di Ambrose il giorno di Natale del 1918.
La Texas riprese il servizio nell'Atlantic Fleet nel primo 1919. Il 10 marzo divenne la prima nave da guerra americana a lanciare un aeroplano quando il tenente comandante Edward O. McDonnell fece decollare un Sopwith Camel di costruzione inglese dalla corazzata. Successivamente nel 1919 il capitano Nathan C. Twining utilizzo con successo l'aereo per vedere dove cadevano i proiettili durante un'esercitazione di tiro. Il risultato fu che gli avvistamenti dall'aereo furono migliori di quelli fatti dalla nave. Il tenente comandante Kenneth Whiting in una nota al Naval Board attestò che il miglioramento del tiro dovuto agli avvistamenti con l'aereo poteva ben essere di circa il 200%. Come risultato di questi primi esperimenti la marina aggiunse idrovolanti su tutte le corazzate e incrociatori più nuovi. Nel maggio 1919 la Texas servì come supporto e aiuto alla navigazione per il primo volo attraverso l'Atlantico fatto da un Curtiss NC flying boat NC-4 della marina. Il 26 luglio 1919 la Texas entrò nel Pacifico come parte nella nuova Pacific Fleet con cui avrebbe passato i seguenti cinque anni. Il 17 luglio dell'anno seguente fu classificata BB-35 nel nuovo codice alfanumerico di classificazione degli scafi della marina statunitense.
La Texas lasciò il Pacifico il 16 gennaio 1924 e ritornò sulla East Coast per un rinnovamento e per partecipare a una crociera di addestramento per i cadetti dell'Accademia Navale. Mentre operava nell'Atlantico affondò la corazzata incompleta Washington in compimento del trattato di limitazione navale del 1922 e in seguito condusse manovre come unità della Scouting Fleet. Il 31 luglio 1925 entrò nell'Arsenale Navale di Norfolk per una modernizzazione importante. La revisione fu completata il 23 novembre 1926. Furono rimpiazzati gli alberi a traliccio con alberi a tripode, le quattordici caldaie Babcock & Wilcox a carbone furono rimpiazzate con sei Bureau Express a nafta e la centrale di controllo di tiro fu migliorata. L'armamento contraereo fu migliorato con l'aggiunta di cannoni da 76 mm e i tubi lanciasiluri furono rimossi. Sei dei cannoni da 127 furono ricollocati in casematte sul ponte.
Dopo il completamento della revisione la Texas fu designata ammiraglia della flotta degli Stati Uniti e riprese servizio sulla costa est. Rimase a svolgere questo servizio fino alla fine del 1927, quando svolse un breve periodo nel Pacifico tra settembre e dicembre. Nel 1927 la Texas accumulò un altro primato con l'inserimento del cinema sonoro come svago per i marinai. Nel gennaio 1928 trasportò il presidente Calvin Coolidge all'Avana per la conferenza panamericana e continuò poi attraversando il canale di Panama e risalendo la costa ovest per ricongiungersi con la flotta alle Hawaii.
All'inizio del 1929 rientrò a New York per un nuovo ciclo di revisioni completato in marzo al termine del quale ritorno brevemente nel Pacifico. In giugno ritornò nell'Atlantico riprendendo il normale ruolo nella Scouting Fleet. Nell'aprile del 1930 scortò la Leviathan, che portava i delegati americani di ritorno dalla London Naval Conference. In gennaio 1931 lasciò New York come ammiraglia della United States Fleet e si diresse verso San Diego in California passando per Panama e poi a Los Angeles (porto di San Pedro) che divenne la sua base per i seguenti sei anni. Fu temporaneamente dispiegata nell'Atlantico nel 1934 da aprile a ottobre. Durante il periodo nel Pacifico fu prima nave ammiraglia dell'intera flotta e dopo solo della BatDiv 1.
Nell'estate del 1937 fu riassegnata nuovamente alla costa est come ammiraglia del distaccamento di addestramento della US Fleet. Sul finire del 1938 e l'inizio del 1939 la nave divenne l'ammiraglia nell'Atlantic Squadron da poco formatosi costruito attorno alla BatDiv 5. Il suo lavoro era indirizzato soprattutto nel settore dell'addestramento con crociere per cadetti, allenamenti della Naval Reserve e formazione dei membri della Fleet Marine Force. Nel 1937 furono aggiunti otto cannoni contraerei da 28 mm in due installazioni quadruple per migliorare l'armamento contraereo leggero. Nel dicembre 1938 la Texas ricevette per testarlo il primo radar navale disegnato dalla RCA per la marina statunitense, il 385MHz CXZ. Nel 1941 la Texas fu una delle quattordici navi a ottenere il radar RCA CXAM-1.

## Seconda guerra mondiale

### Prime operazioni
Subito dopo lo scoppio della guerra in Europa nel 1939, la Texas iniziò a far parte della Neutrality Patrol, un'idea americana per cercare di tenere la guerra fuori dall'emisfero occidentale. In seguito, quando gli Stati Uniti adottarono una linea apertamente in supporto degli alleati, la nave iniziò a scortare le navi dei convogli che trasportavano materiale Lend-Lease verso il Regno Unito. Nel febbraio 1941 la prima divisione dell'US Marine Corp fu imbarcata sulla Texas. Il 1º febbraio l'ammiraglio Ernest J. King issò la sua insegna di comandante in capo della riformata Atlantic Fleet sulla Texas. Lo stesso anno, mentre era con la Neutrality Patrol nell'Atlantico, la Texas fu seguita infruttuosamente dal sottomarino tedesco U-203.

### Scorta ai convogli
Domenica 7 dicembre 1941 la corazzata era a Casco Bay, nel Maine, dove si stava godendo un periodo di pausa dopo aver avuto un incarico di tre mesi alla stazione navale di Argentia, a Terranova. Dopo dieci giorni a Casco Bay ritornò in Argentina e rimase lì fino al gennaio 1942, quando fu mandata a scortare un convoglio verso l'Inghilterra. Dopo aver svolto questo compito la nave incrociò nelle acque dell'Islanda fino a marzo quando tornò a casa. In questo periodo l'armamento secondario le fu ridotto a cinque cannoni da 127 mentre il numero di cannoni contraerei leggeri fu molto aumentato. Le due installazioni quadruple da 27 mm furono rimpiazzate da sei (poi dieci) installazioni quadruple di Bofors da 40 mm e 44 da 20 mm Oerlikon. Nei seguenti sei mesi continuò le operazioni di scorta a convogli verso varie destinazioni. In un'occasione scortò i marines diretti a Guadalcanal fino a Panama. In un'altra la nave scortò truppe di servizio dirette a Freetown in Sierra Leone, sulla costa ovest dell'Africa. Più frequentemente fece viaggi da e per il Regno Unito per scortare sia cargo sia navi da trasporto truppe.

### Operazione Torch
Il 23 ottobre 1942 la Texas s'imbarcò nel suo primo vero combattimento quando uscì col Task Group 34.8 (TG 34.8), il gruppo di attacco a nord dell'Operazione Torch, l'invasione del Nord Africa. L'obbiettivo assegnato al suo gruppo era Port Lyautey nel Marocco francese. La nave arrivò davanti alle spiagge di sbarco vicine al villaggio di Mehedia presto al mattino dell'8 novembre e iniziò i preparativi per l'invasione. La Texas trasmise il primo messaggio del generale Dwight D. Eisenhower che chiese ai francesi di non opporsi allo sbarco degli alleati in Africa. Quando le truppe sbarcarono la Texas non entrò subito in azione per supportarli. A quel punto della guerra la dottrina sugli assalti anfibi era ancora embrionica. Molti ufficiali dell'esercito non riconoscevano il valore dei bombardamenti presbarco. Invece, l'esercito insisteva nel cercare di sbarcare a sorpresa. La Texas entrò in battaglia solo nel pomeriggio quando l'esercito le richiese di puntare su un deposito di munizioni dell'armata francese di Vichy vicino a Port Lyautey. Fece ancora fuoco il 10 prima della fine della battaglia l'11. Comunque, diversamente dalle operazioni posteriori, utilizzò solo 273 bordate di proiettili da 356 mm e sei di quelli da 127 mm. Durante la breve permanenza alcuni uomini dell'equipaggio scesero a terra per aiutare nello smantellamento di alcune navi che erano state affondate nel porto. Il 16 novembre la Texas lasciò il Nord Africa per la costa est degli Stati Uniti in una task force insieme al Savannah, Sangamon, Kennebec, quattro trasporti e sette cacciatorpediniere.
Il giovane giornalista Walter Cronkite fu a bordo della Texas dalla partenza a Norfolk, in Virginia, e per tutto il suo servizio lungo le coste dell'Africa. Nel viaggio di ritorno Cronkite fu sbarcato dalla Texas su un OS2U Kingfisher quando Norfolk fu a distanza di volo. Gli venne permesso di volare fino a Norfolk così avrebbe potuto superare un inviato rivale imbarcato sulla Massachusetts e poter così per primo pubblicare il resoconto incensurato dell'operazione Torch. L'esperienza di Cronkite a bordo della Texas lanciò la sua carriera di corrispondente di guerra.

### Operazione Overlord
Nel 1943 la Texas svolse il ruolo familiare di scorta ai convogli. Con New York come base fece numerose traversate transatlantiche per posti come Casablanca e Gibilterra ma anche frequenti visite a porti nelle isole britanniche. Questa routine continuò nel 1944 ma terminò il 22 aprile quando, al termine di una di queste missioni, rimase nell'estuario del fiume Clyde in Scozia e iniziò l'addestramento per l'invasione della Normandia.

#### Prove
Nei dodici giorni seguenti la Texas svolse molti esercizi con i cannoni da 356 mm con le corazzate inglesi HMS Ramillies e Rodney. Il fuoco veniva aperto in congiunzione con gli aerei della Royal Air Force che tracciavano i bersagli. Il 29 aprile la Texas, Nevada e Arkansas si spostarono nel Belfast Lough, in Irlanda del Nord. Lì vennero fatte le ultime preparazioni, incluse la rimozione delle catapulte per aerei e gli OS2U Kingfisher da osservazione. I tre piloti della Texas vennero temporaneamente trasferiti in un nuovo squadrone, il VOS-7, che era composto da piloti di ricognizione degli incrociatori Augusta, Quincy e Tuscaloosa e delle corazzate Arkansas, Nevada, e Texas. Il VOS-7 ricevette un addestramento in tecniche di combattimento difensivo, acrobazie, navigazione, volo in formazione e procedure di puntamento del bersaglio con Spitfire della RAF. Utilizzarono questo aereo per il pericolo dei caccia tedeschi. I piloti del VOS-7 volarono in missioni di puntamento per le navi da guerra statunitensi davanti alle spiagge Omaha e Utah durante il D-day. In questo tempo vennero aggiunti equipaggiamenti radio aggiuntivi compreso uno strumento per scoprire e schivare i missili a guida radio. Le esercitazioni finali furono svolte a sud di Dundrum Bay e del Belfast Lough. Durante gli ultimi approntamenti il generale Eisenhower andò a bordo per parlare all'equipaggio il 19 maggio. Il 31 dello stesso mese la nave fu tenuta nascosta e ci fu una riunione con tutto l'equipaggio per spiegare il piano d'invasione. Per l'invasione la Texas fu designata come ammiraglia della forza di bombardamento per Omaha Beach, nella Taskforce ovest. La sua area di fuoco era la metà occidentale della spiaggia, a supporto della 29ª Divisione di Fanteria e del 5º Battaglione Ranger a Pointe du Hoc, che era stato dirottato sulla parte ovest di Omaha per dare supporto alle truppe a Pointe du Hoc.
La Squadra di Bombardamento di Omaha Beach consisteva in due sezioni con la Texas e l'incrociatore leggero britannico HMS Glasgow responsabili per la metà occidentale della spiaggia e l'Arkansas e gli incrociatori leggeri francesi Georges Leygues e Montcalm responsabili per la parte orientale. Furono assegnati a Omaha Beach anche i cacciatorpediniere americani Frankford, McCook, Carmick, Doyle, Emmons, Baldwin, Harding, Satterlee, Thompson e i britannici HMS Tanatside, Talybont e Melbreak.
Alle 02:09 del 3 giugno la Texas e il resto della taskforce occidentale lasciarono il Belfast Lough puntando verso la Normandia. A vista, su una rotta parallela, c'era un gruppo di navi britanniche incluse le corazzate Warspite e Ramillies. Alle 07:10 del 4 giugno la taskforce dovette tornare indietro a causa del cattivo tempo sulle coste della Normandia. In seguito quella stessa sera, davanti all'isola di Lundy, la taskforce cambiò nuovamente rotta per unirsi alla flotta d'invasione che si stava raccogliendo nell'area Z. La flotta d'invasione fece allora rotta verso sud in direzione della Normandia e navigò all'interno dei campi minati tedeschi, attraverso i quali i avevano creato delle rotte sicure. Neppure una singola nave della squadra fu persa.

#### D-Day
Alle 03:00 del 6 giugno 1944 la Texas e l'incrociatore britannico Glasgow entrarono nella linea di fuoco di supporto per la sezione occidentale di Omaha Beach fino alla sua posizione iniziale di fuoco a circa 11 000 m dalla costa vicino a Pointe du Hoc in cui arrivò alle 04:41. La flotta americana combinata totale era di 702 navi, incluse sette corazzate e cinque incrociatori pesanti. Il bombardamento preventivo iniziò alle 05:50 contro la batteria da sei pezzi da 150 mm sopra Pointe du Hoc. Quando la Texas cessò il fuoco alle 06:24, aveva sparato 255 proiettili da 356 mm in 34 minuti con una media di 7,5 proiettili al minuto. Questo fu il periodo più lungo di fuoco continuo della Texas durante la seconda guerra mondiale. Mentre i cannoni della batteria principale tenevano sotto tiro Pointe du Hoc, i cannoni da 127 mm sparavano sull'area di uscita D-1, la strada verso l'entroterra dalla parte occidentale di Omaha Beach. Alle 06:26 la Texas spostò il tiro della batteria principale sull'orlo occidentale di Omaha Beach, vicino alla cittadina di Vierville. Nello stesso momento, la sua batteria secondaria cambiò obiettivo puntando su una gravina piena di buoni punti di difesa che bloccava la strada d'uscita dalla spiaggia. In seguito, con il supporto dei ricognitori imbarcati, mosse i suoi calibri principali verso l'interno per bloccare i rinforzi nemici e distruggere batterie o altri capisaldi più all'interno. 
A mezzogiorno l'attacco su Omaha Beach era in pericolo di fallimento per la rapida e risoluta resistenza tedesca e per l'inabilità degli alleati di portare artiglieria e trovare ripari sulla spiaggia. Con lo scopo di aiutare la fanteria, alcuni cacciatorpediniere fornirono fuoco di supporto molto vicino a riva, quasi spiaggiandosi per sparare sui tedeschi. Anche la Texas si avvicinò alla costa e alle 12:23 arrivò a soli 2,7 km dalla battigia per sparare con i suoi cannoni con l'elevazione minima per spazzare l'area D-1, davanti a Vierville. Tra altre cose sparò su cecchini e nidi di mitragliatrice nascosti, in posizione defilata rispetto alla spiaggia. Alla fine della missione la corazzata attaccò una batteria contraerea collocata a ovest di Vierville.
Il 7 giugno la corazzata ricevette la notizia che un battaglione di rangers a Pointe du Hoc era ancora isolato dal resto dell'invasione, con poche munizioni rimaste e sempre più vittime. In risposta, la Texas ottenne e riempì due mezzi da sbarco di provviste e munizioni per i rangers. Al loro ritorno i mezzi riportarono indietro trentacinque rangers feriti perché fossero medicati; tra questi uno morì sul tavolo operatorio. Insieme ai rangers furono imbarcati anche un marinaio morto della Guadia Costiera e ventisette prigionieri (venti tedeschi, quattro italiani e tre francesi). I prigionieri furono rifocillati, rinchiusi e non formalmente interrogati sulla Texas; in seguito furono trasferiti in Inghilterra. Più tardi lo stesso giorno la sua batteria principale sparò sulle cittadine ancora in mano nemica di Formigny e Trévières per cercare di disperdere le truppe tedesche. Quella sera bombardò una batteria di mortai che continuava a colpire la spiaggia. Non molto dopo mezzanotte gli aerei tedeschi iniziarono l'attacco contro le navi alleate in mare e uno di questi sorvolò molto basso la fiancata di dritta della Texas. I suoi cannoni antiaerei subito aprirono il fuoco ma non riuscirono ad abbattere il nemico. Il mattino dell'8 giugno i suoi cannoni bombardarono Isigny, poi una batteria costiera e, infine, ancora Trévières.
Dopo l'azione la corazzata si ritirò a Plymouth per essere riarmata per poi tornare sulle coste francesi l'11 giugno. Fino al 15 giugno supportò le truppe alleate nella loro avanzata in Normandia. Il 15 giugno le truppe raggiunsero il limite della gittata dei cannoni della Texas. La sua ultima azione di bombardamento fu così all'interno che per avere un tiro abbastanza lungo il doppio scafo antisiluro di dritta fu allagato per guadagnare due gradi di sbandata per poter avere abbastanza elevazione per poter sparare così lontano. Essendo ormai fuori raggio d'azione a partire dal 16 giugno, la Texas lasciò la Normandia il 18 per tornare in Inghilterra.

### La battaglia di Cherbourg
Il mattino del 25 giugno la Texas, in compagnia di Arkansas, Nevada, quattro incrociatori e undici cacciatorpediniere, si avvicinò all'importante porto di Cherbourg per eliminarne le fortificazioni e batterie mentre il VII Corpo della US Army attaccava la città da dietro. Mentre era in rotta per Cherbourg il piano del bombardamento fu cambiato e al Task Group 129.2 (TG 129.2), costruito attorno all'Arkansas e alla Texas, fu ordinato di muoversi a 9,7 km a est di Cherbourg e di ingaggiare i cannoni della batteria Hamburg, una grossa batteria costiera composta di quattro cannoni da 240 mm. Alle 12:08 l’Arkansas fu la prima a sparare sulla posizione tedesca mentre i tedeschi aspettarono prima che le due navi fossero bene a portata dei loro cannoni per rispondere al fuoco. Alle 12:33 la Texas fu colpita da tre proiettili tedeschi; cinque minuti dopo la nave rincominciò a sparare ininterrotte bordate doppie. La corazzata continuò a sparare anche con le colonne d'acqua alzate dai proiettili nemici vicino a lei e alla cortina di fumo che si era creata rendendo difficile mirare alla batteria. Comunque, anche gli artiglieri nemici erano ugualmente esperti e cocciuti. Alle 13:16 un proietto tedesco da 240 mm scivolò sulla torre di comando e tranciò la cima del periscopio del controllo di tiro (i resti del periscopio caddero dentro la torre ferendo l'ufficiale di tiro e altri tre), colpì la colonna principale del ponte di navigazione ed esplose. L'esplosione causò il sollevamento del pavimento del ponte di comando di circa 1,2 m distruggendolo e ferì sette persone. Tra gli undici feriti totali solo uno morì per le ferite riportate, il timoniere di turno Christen Christensen. L'ufficiale in comando della Texas, il capitano Baker, uscì illeso dall'episodio e rapidamente fece ripristinare il ponte per l'utilizzo. La nave continuò a sparare colpi da 356 in bordate doppie e alle 13:35, anche se a costo di danneggiamento e vittime, sparò un colpo che penetrò una delle postazioni rinforzate dei cannoni, distruggendone uno.
Alle 14:47 un colpo inesploso da 240 mm fu trovato a bordo. Il proiettile era entrato attraverso la prua a sinistra direttamente sotto il quadrato ufficiali ed entrato nella cabina del Warrant Officer M.A. Clark senza esplodere. Fu in seguito disarmato da un artificiere della Marina a Portsmouth ed è ancora ora a bordo della nave. Durante il combattimento che durò tre ore i tedeschi mancarono di poco o scavalcarono la Texas più di 65 volte ma la nave continuò la missione sparando in tutto 206 colpi da 356 contro la batteria Hamburg fino alle 15:01, quando si ritirò.

### Operazione Dragoon
Dopo che la Texas fu sottoposta a riparazioni a Plymouth per i danni subiti a Cherbourg, la nave si allenò in preparazione dell'invasione del sud della Francia. il 16 luglio lasciò il Belfast Lough alla volta del Mediterraneo. Dopo essersi fermata a Gibilterra e a Orano, in Algeria, la nave arrivò a Taranto, in Italia, il 27 luglio. Lasciò Taranto l'11 agosto, si incontrò con tre cacciatorpediniere francesi davanti a Biserta, in Tunisia, e fece rotta per la Costa Azzurra. Arrivò davanti a Saint-Tropez nella notte tra il 14 e il 15 agosto. Al mattino si unirono anche la corazzata Nevada e l'incrociatore Philadelphia. Alle 04:44 del 15 agosto si mosse in posizione per il bombardamento presbarco e alle 06:51 aprì il fuoco sul suo primo obiettivo, una batteria da cinque cannoni da 150 mm. Le spiagge erano state fortificate e ci si aspettava una resistenza molto consistente. A causa della scarsa visibilità quel mattino, la Texas utilizzò il suo radar SG per determinare posizione e rotta sia per la navigazione sia per il bombardamento. Non fu visibile alcun punto cospicuo durante tutto il mattino e gran parte del pomeriggio.
La pesante opposizione che ci si era aspettati non si materializzò mai, così le forze di sbarco si spostarono rapidamente verso l'entroterra. Dal momento che i cannoni della Texas non erano più richiesti, la nave lasciò la costa sud della Francia la mattina del 17 agosto. Dopo uno stop a Palermo, in Sicilia, lasciò il Mediterraneo e fece rotta per New York dove arrivò il 14 settembre 1944.

### Operazioni Detachment e Iceberg
A New York, la Texas fu sottoposta a un periodo di riparazioni che durò 36 giorni nel quale gli affusti dei cannoni delle sue batterie principali furono rimpiazzati. Dopo una rapida crociera di rinfresco, partì dal Maine in novembre e tracciò una rotta, attraverso il canale di Panama, per il Pacifico. La nave sosto' a Long Beach in California e poi continuò verso Oahu. Passò il Natale a Pearl Harbor e poi condusse manovre tra le Hawaii per circa un mese al termine del quale salpò alla volta dell'atollo di Ulithi. Lasciò l'atollo il 10 febbraio 1945, si fermò nelle Isole Marianne per due giorni per le prove d'invasione e poi fece rotta per Iwo Jima. Arrivò davanti a Iwo Jima il 16 febbraio, tre giorni prima dello sbarco anfibio. Passò tre giorni a colpire le difese giapponesi sull'isola in preparazione allo sbarco dei marines. Dopo che i marines sbarcarono sulle le spiagge il 19 febbraio, la Texas iniziò a fornire fuoco di supporto allo sbarco. Il "fuoco su richiesta" su specifica richiesta di unità dei marines continuò fino al 21 febbraio. 
Anche se l'isola di Iwo Jima non fu dichiarata catturata fino al 16 marzo, la Texas partì alla volta delle isole Vulcano il 7 marzo e tornò all'atollo di Ulithi per preparare l'invasione di Okinawa (operazione Iceberg). Partì da Ulithi con la Task Force 54, l'unità per il fuoco di supporto, il 21 marzo e arrivò alle Isole Ryukyu il 26. La Texas si avvicinò a Okinawa e iniziò il bombardamento presbarco lo stesso giorno. Per i sei giorni successivi sparò bordate multiple dalla batteria principale per preparare l'area per le varie divisioni di Marines e fanteria che sbarcarono il 1º aprile.
Ogni sera la Texas si ritirava dalla posizione di bombardamento ma ritornava la mattina seguente per continuare la sua missione. I nemici sull'isola, presi dalla preparazione di una difesa in profondità come a Iwo Jima, non risposero mai al fuoco. Solo le unità aeree risposero, dato che vari attacchi kamikaze furono lanciati contro la squadra di bombardamento. La Texas scampò a tutti questi attacchi. Il 1º aprile, dopo sei giorni di bombardamento aereo e navale, le truppe terrestri furono sbarcate e per quasi due mesi la Texas rimase nelle acque di Okinawa per provvedere al fuoco di supporto alle truppe e per stroncare gli attacchi aerei nemici. Svolgendo questo ultimo compito abbatté un kamikaze e aiutò nell'abbattimento di almeno altri tre. Il 14 maggio lasciò Okinawa per le Filippine.

### Fine della guerra
Il 17 maggio la Texas arrivò a Leyte nelle Filippine e rimase lì fino alla capitolazione giapponese del 15 agosto. Ritornò a Okinawa verso la fine di agosto e rimase nelle Isole Ryukyu fino al 23 settembre. Quel giorno fece rotta verso gli Stati Uniti con a bordo truppe dirette a casa come parte dell'operazione Tappeto Volante. La corazzata sbarcò i suoi ospiti a San Pedro in California il 15 ottobre e celebrò lì il giorno della Marina il 27 ottobre prima di riprendere la sua missione di riportare le truppe americane a casa. Fece due viaggi circolari tra la California e Oahu in novembre e un terzo verso la fine di dicembre. Il 21 gennaio 1946 la Texas lasciò San Pedro e tornò, via canale di Panama, a Norfolk dove arrivò il 13 febbraio e presto iniziò i preparativi per il suo decommissionamento. Il 18 giugno fu ufficialmente messa in riserva nel porto di Baltimora, nel Maryland.

## Nave Museo
Il 17 aprile 1947 la Commissione per la Corazzata Texas fu creata dalla legislatura del Texas per prendersi cura della nave. Trovare i 225 000 $ necessari per pagare il suo rimorchio fino a San Jacinto fu il primo compito della commissione. Il 17 marzo 1948 la Texas iniziò il suo viaggio verso il suo nuovo ancoraggio lungo il frequentato Houston Ship Channel vicino al Monumento di San Jacinto, presso il Parco Statale di San Jacinto, arrivando il 20 aprile, dove fu ceduta il giorno dopo allo Stato del Texas per servire come Memoriale permanente. La data del 21 aprile è importante perché fu la data della decisiva battaglia di San Jacinto del 1836 che fece terminare la guerra d'indipendenza del Texas che portò alla creazione della Repubblica del Texas che si unì come Stato all'unione nel 1845. Il nome della nave fu depennato dal Registro Navale della Marina il 30 aprile 1948. La Texas fu la prima corazzata a diventare un museo permanente negli Stati Uniti. La USS Oregon (BB-3) fu esposta come nave museo a Portland in Oregon dal 1925 al 1941 ma fu poi demolita nel 1956. Quando la corazzata fu presentata allo Stato del Texas fu commissionata come ammiraglia della Texas Navy.